# Fundação de Apoio à Capacitação em Tecnologia da Informação
A Facti - Fundação de Apoio à Capacitação em Tecnologia da Informação é uma fundação (instituição) de direito privado, brasileira, fundada pela Associação Brasileira da Indústria Elétrica e Eletrônica (ABINEE) e pela Associação das Empresas Brasileiras de Software e Serviços de Informática (ASSESPRO).
Tem sede na cidade paulista de Campinas. Possui autonomia financeira, administrativa e patrimonial em seus projetos, atuando na concepção, gestão e execução de projetos de Pesquisa, Desenvolvimento e Inovação (PD&I) e Capacitação nas mais diversas áreas das Tecnologias da Informação e Comunicação (TIC).
Com experiência comprovada, a Facti - Fundação de Apoio à Capacitação em Tecnologia da Informação é habilitada a receber aportes de recursos privados provenientes de incentivos fiscais (tais como os de Lei de Informática , Lei do Bem
 e afins) ou de recursos de fontes de Fomento (administração pública), bem como por administrar e zelar pela sua adequada utilização em conformidade com o previsto na legislação e instrumentos contratuais firmados.

## Histórico
A Facti - Fundação de Apoio à Capacitação em Tecnologia da Informação foi fundada em 1998. Contando com mais de duas décadas na realização bem sucedida de ações críticas junto ao Governo, Indústria e Academia, a Facti está adequadamente preparada para trabalhar com entidades públicas e instituições privadas tanto na prestação de serviços quanto na realização de projetos (inclusive quando custeados com recursos provenientes de fomento estatal ou renúncia fiscal).

## Projetos
QualiFacti, projeto que visa contribuir para a Qualificação profissional de mão de obra mediante a oferta de cursos gratuitos, intensivos, na modalidade Curso livre, de curta duração, ministrados online e de forma síncrona (ou seja, ao vivo).